# Gengiva marginal
A gengiva marginal, gengiva livre ou não-inserida, é a margem ou bordo da gengiva que circunda os dentes em forma de colarinho. Em aproximadamente 50% dos casos, delimita-se com a gengiva inserida adjacente através de uma depressão linear rasa, a ranhura ou sulco gengival livre. Geralmente, apresenta largura ao redor de 1 mm, e forma a parede de tecido mole do sulco gengival. Pode ser separada da superfície do dente com uma sonda periodontal.